# Qingping, Guangdong
Qingping (kinesiska: 青平) är en köping i sydöstra Kina. Den ligger i Lianjiang i staden Zhanjiang i provinsen Guangdong,  omkring 380 kilometer sydväst om provinshuvudstaden Guangzhou. Antalet invånare är 102 485. Befolkningen består av 47 502 kvinnor och 54 983 män. Barn under 15 år utgör 24,0 %, vuxna 15-64 år 66 %, och äldre över 65 år 9,0 %.